# GM Cycling Team/Saison 2015
Dieser Artikel listet Erfolge und Fahrer des Radsportteams GM Cycling Team in der Saison 2015 auf.

## Erfolge in der UCI Europe Tour
Bei den Rennen der UCI Europe Tour im Jahr 2015 gelangen dem Team nachstehende Erfolge.
| Datum   | Rennen                           | Kat. | Fahrer         |
| ------- | -------------------------------- | ---- | -------------- |
| 15. Mai | 2. Etappe Rhône-Alpes Isère Tour | 2.2  | Marco d’Urbano |

## Mannschaft
| Name                  | Geburtstag         | Nationalität | Team 2014           |
| --------------------- | ------------------ | ------------ | ------------------- |
| Andrea Cacciotti      | 19. November 1996  | Italien      | Neoprofi            |
| Daniele Cavasin       | 17. November 1988  | Italien      | Neoprofi            |
| Antonio Di Sante      | 25. September 1993 | Italien      | Neoprofi            |
| Marco d’Urbano        | 15. August 1991    | Italien      | Neoprofi            |
| Alessandro Ferrarotti | 31. August 1993    | Italien      | Neoprofi            |
| Filippo Fortin        | 1. Februar 1989    | Italien      | Bardiani CSF        |
| José Hernández        | 8. Mai 1994        | Kolumbien    | Neoprofi            |
| Jordan Parra          | 19. April 1994     | Kolumbien    | Neoprofi            |
| Francesco Pedante     | 22. August 1994    | Italien      | Neoprofi            |
| Matteo Rotondi        | 26. September 1996 | Italien      | Neoprofi            |
| Andrea Ruscetta       | 17. Januar 1990    | Italien      | Neoprofi            |
| Andrei Sasanow        | 25. Januar 1994    | Russland     | Russian Helicopters |
| Sebastian Stamegna    | 24. Juni 1989      | Italien      | Neoprofi            |
| Gianfranco Visconti   | 18. Februar 1983   | Italien      | Utensilnord         |